# Aleksej Razumovskij
Aleksej Grigorjevitj Razumovskij (ukrainska: Розумовський Олексій Григорович; ryska: Алексей Григорьевич Разумовский), född den 28 mars 1709 till Grigorij Rozum (Hryhorij Rozum) på gården Lemesji nära Tjernigov, Hetmanatet (1649-1775) (numera Ukraina),   död 18 juli 1771, 
Razumovskij föddes i en kosackfamilj, var troligen Elisabet av Rysslands morganatiske make. Han var bror till Kirill Razumovskij.
I sin ungdom var han fåraherde. Han hade en vacker sångröst och sjöng i bykyrkan. En av kejsarinnan Anna av Rysslands hovmän, överste Visjnevskij, reste 1731 förbi byn på återresan från Ungern. Han kom att höra Razumovskijs sångröst och blev betagen av den unge pojken. Han tog med honom till Sankt Petersburg där han fick ingå i den ukrainska palatskören.